# Марк Барберіо
Марк Барберіо (англ. Mark Barberio; 23 березня 1990, м. Монреаль, Канада) — канадський хокеїст, захисник. Виступає за «Монреаль Канадієнс» у Національній хокейній лізі (НХЛ).

## Ігрова кар'єра
Хокейну кар'єру розпочав 2006 року в ГЮХЛК. Виступав за юніорські команди «Кейп-Бретон Скрімін-Іглс» та «Монктон Вайлдкетс».
2008 року був обраний на драфті НХЛ під 152-м загальним номером командою «Тампа-Бей Лайтнінг». 
Захищав кольори професійних команд «Норфолк Адміралс», «Сірак'юс Кранч».
У сезоні 2012–13 дебютував у складі «Тампа-Бей Лайтнінг». У складі «блискавок» відіграв два сезони.
1 липня 2015 Марк уклав однорічний контракт з клубом «Монреаль Канадієнс». Більшість сезону провів у складі фарм-клубу «Сент-Джонс АйсКепс».
14 червня 2016 Барберіо підписав новий однорічний контракт з «канадцями».
2 лютого 2017 Марк перейшов до клубу НХЛ «Колорадо Аваланч». У складі «лавин» Марк грає в парі з Еріком Джонсоном.
У другому сезоні в складі «Аваланч» Марк розпочав, як один із лідерів команди. 25 січня 2018 під час ранкового тренування перед грою з «Сент-Луїс Блюз» він зазнав травми та пропустив 33 гри регулярного чемпіонату.
15 травня 2018 Марк та «Колорадо» підписали дворічний контракт. 30 листопада 2018 він отримав травму та пропустив місяць регулярного чемпіонату. Відігравши чотири гри Барберіо отримав травму голови та догравав сезон у фарм-клубі. 

## Нагороди та досягнення
- Володар Кубка Колдера (2012)
- Чемпіон QMJHL (2010)
- Нагорода Едді Шора (2012)

## Статистика
| Сезон        | Клуб                       | Ліга         | Регулярний сезон | Регулярний сезон | Регулярний сезон | Регулярний сезон | Регулярний сезон | Плей-оф | Плей-оф | Плей-оф | Плей-оф | Плей-оф |
| Сезон        | Клуб                       | Ліга         | І                | Г                | П                | О                | ШХ               | І       | Г       | П       | О       | ШХ      |
| ------------ | -------------------------- | ------------ | ---------------- | ---------------- | ---------------- | ---------------- | ---------------- | ------- | ------- | ------- | ------- | ------- |
| 2006–07      | «Кейп-Бретон Скрімін-Іглс» | ГЮХЛК        | 41               | 2                | 8                | 10               | 42               | —       | —       | —       | —       | —       |
| 2006–07      | «Монктон Вайлдкетс»        | ГЮХЛК        | 19               | 1                | 6                | 7                | 21               | 7       | 0       | 2       | 2       | 8       |
| 2007–08      | «Монктон Вайлдкетс»        | ГЮХЛК        | 70               | 11               | 35               | 46               | 75               | —       | —       | —       | —       | —       |
| 2008–09      | «Монктон Вайлдкетс»        | ГЮХЛК        | 66               | 15               | 30               | 45               | 42               | 10      | 0       | 4       | 4       | 8       |
| 2009–10      | «Монктон Вайлдкетс»        | ГЮХЛК        | 65               | 17               | 43               | 60               | 72               | 21      | 5       | 17      | 22      | 12      |
| 2010–11      | «Норфолк Адміралс»         | АХЛ          | 68               | 9                | 22               | 31               | 28               | 6       | 1       | 0       | 1       | 4       |
| 2011–12      | «Норфолк Адміралс»         | АХЛ          | 74               | 13               | 48               | 61               | 39               | 18      | 2       | 7       | 9       | 12      |
| 2012–13      | «Сірак'юс Кранч»           | АХЛ          | 73               | 8                | 34               | 42               | 44               | 18      | 3       | 12      | 15      | 18      |
| 2012–13      | «Тампа-Бей Лайтнінг»       | НХЛ          | 2                | 0                | 0                | 0                | 0                | —       | —       | —       | —       | —       |
| 2013–14      | «Тампа-Бей Лайтнінг»       | НХЛ          | 49               | 5                | 5                | 10               | 28               | 2       | 0       | 0       | 0       | 6       |
| 2014–15      | «Тампа-Бей Лайтнінг»       | НХЛ          | 52               | 1                | 6                | 7                | 16               | 1       | 0       | 0       | 0       | 0       |
| 2015–16      | «Сент-Джонс Айскепс»       | АХЛ          | 26               | 2                | 18               | 20               | 25               | —       | —       | —       | —       | —       |
| 2015–16      | «Монреаль Канадієнс»       | НХЛ          | 30               | 2                | 8                | 10               | 6                | —       | —       | —       | —       | —       |
| 2016–17      | «Сент-Джонс Айскепс»       | АХЛ          | 20               | 3                | 15               | 18               | 28               | —       | —       | —       | —       | —       |
| 2016–17      | «Монреаль Канадієнс»       | НХЛ          | 26               | 0                | 4                | 4                | 10               | —       | —       | —       | —       | —       |
| 2016–17      | «Колорадо Аваланч»         | НХЛ          | 34               | 2                | 7                | 9                | 4                | —       | —       | —       | —       | —       |
| 2017–18      | «Колорадо Аваланч»         | НХЛ          | 46               | 3                | 10               | 13               | 31               | 6       | 0       | 1       | 1       | 6       |
| 2018–19      | «Колорадо Аваланч»         | НХЛ          | 12               | 1                | 0                | 1                | 4                | —       | —       | —       | —       | —       |
| 2018–19      | «Колорадо Іглс»            | АХЛ          | 2                | 0                | 1                | 1                | 4                | —       | —       | —       | —       | —       |
| 2019–20      | «Колорадо Аваланч»         | НХЛ          | 21               | 0                | 2                | 2                | 16               |         |         |         |         |         |
| 2019–20      | «Колорадо Іглс»            | АХЛ          | 4                | 0                | 0                | 0                | 6                | —       | —       | —       | —       | —       |
| Усього в НХЛ | Усього в НХЛ               | Усього в НХЛ | 272              | 14               | 42               | 56               | 115              | 9       | 0       | 1       | 1       | 12      |